# الدرادرة (درادرة)
الدرادرة هي إحدى مشيخات المملكة المغربية، تتبع جغرافيا لإقليم شفشاون وإداريًا لدرادرة. يقدر عدد سكانها بـ 2041 نسمة حسب الإحصاء الرسمي للسكان والسكنى لسنة 2004.